# 離岸堤

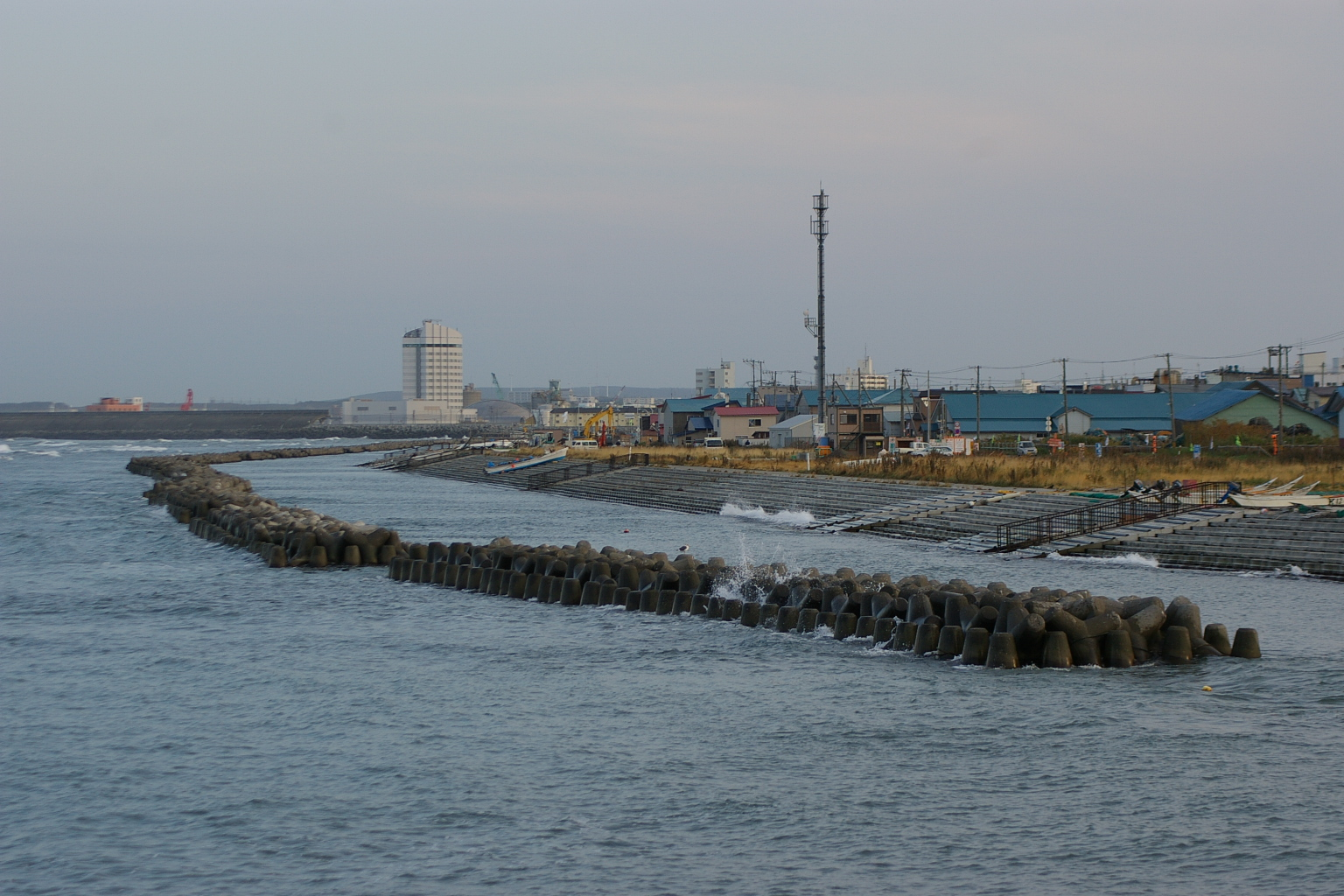
離岸堤の施工例（当該海岸線は、砂浜が存在せず緩傾斜護岸が設置されている）

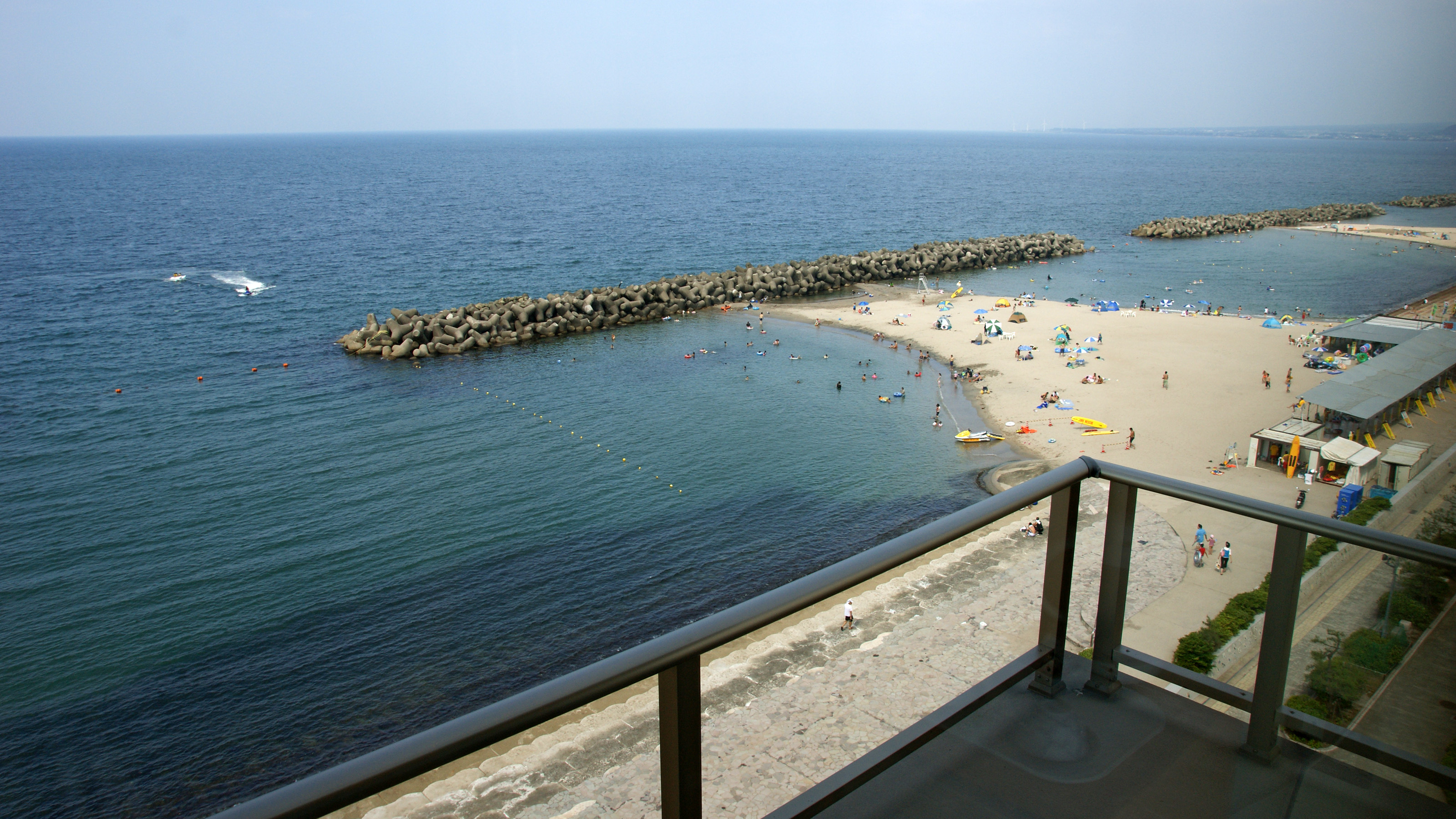
離岸堤の効果が現れている例皆生海岸（鳥取県）

離岸堤（りがんてい、英語: detached breakwater）とは、海岸の沖合に設けられる侵食防止のための堤防状の構造物。ヘッドランドともいう（例：茅ヶ崎ヘッドランド）が、離岸堤式ヘッドランド工法と突堤式ヘッドランド工法とは区別される。T字形のものは、通称で「Tバー（ティーバー）」ともいう（例：皆生海岸の離岸堤）。

## 概要
沖合から押し寄せる波の力を弱め、海岸の侵食を防止するとともに、砂の堆積を促す。簡易な防波堤ともいえるが、防波堤ほど強固な構造は有さず、波の力を完全に減殺することを目的としていない。離岸堤の内側の水域は、一見すると波も穏やかで泳ぎやすい印象を受けるが、実際は沖へと向かう強力な離岸流の発生しやすい特徴を持っており、遊泳に適さないこともある。

## 計画
沖合100m前後、水深2 - 5m程度の場所に海岸線と平行に設置する。幅10m、長さ100m程度の島状の構造物となるが、施設の配置や構造の決定については、付近の海底地形や潮（海浜流）の向きや力など、さまざまな因子に左右されるため法則性は見いだされておらず、付近の施設の成果を参考に検討が行われる。

## 構造
捨て石などにより海底から2m程度の高さまで土台を築いた上に、消波ブロックを積み重ねる。ブロックの堤頂が海面下に沈む構造の場合は、人工リーフ（潜堤）と呼ぶ。

## 施工箇所
日本では、新潟市西海岸公園沖合に初めて離岸堤が採用された。現在では、各地で設置が進められている。